# Phare d'Inchkeith
Le phare d'Inchkeith est un phare maritime construit sur l'île d'Inchkeith, dans l'estuaire de Firth of Forth dans l'ancien comté de Fife au sud-est de l'Écosse. C'est maintenant un monument classé du Royaume-Uni de catégorie A.
Ce phare était géré par le Northern Lighthouse Board (NLB) à Édimbourg,l'organisation de l'aide maritime des côtes de l'Écosse. Il est maintenant sous l'autorité portuaire de Forth Ports (en).

## Histoire
Le phare a été conçu et réalisé par les ingénieurs écossais Thomas Smith et Robert Stevenson. Située à un plan focal de 67 mètres, la lumière émet un flash toutes les quinze secondes et peut être vue à trente-cinq kilomètres à la ronde et marque l'entrée nord de l'estuaire en approche du port d'Édimbourg.
Le phare fut érigé en 1803 et mis en service l'année suivante. C'est une tour ronde en pierre de 19 m de haut, avec une galerie à rambarde métallique et une haute lanterne dépassant de la maison de deux étages des gardiens. L'édifice est de couleur brune et la lanterne est noire. La lanterne du phare de Girdle Ness à Aberdeen a été transférée ici en 1847. En 1986, le système d'éclairage devenant automatique, avec un générateur diesel, le service des gardiens du phare fut supprimé.
Le Northern Lighthouse Board a vendu l'île à Tom Farmer (en), entrepreneur, fondateur de la marque de services Kwik Fit et propriétaire de l'Hibernian Football Club. En 2013, le NLB transféra la maintenance du phare aux autorités portuaires de Forth Ports. C'est aujourd'hui un monument classé de catégorie B.

### Lien connexe
- Liste des phares en Écosse